# Guadalupe, Ocosingo
Guadalupe är en ort i Mexiko.   Den ligger i kommunen Ocosingo och delstaten Chiapas, i den sydöstra delen av landet, 800 km öster om huvudstaden Mexico City. Guadalupe ligger 885 meter över havet och antalet invånare är 120.
Terrängen runt Guadalupe är huvudsakligen kuperad, men österut är den platt. Runt Guadalupe är det glesbefolkat, med 16 invånare per kvadratkilometer. Närmaste större samhälle är Ocosingo, 13,0 km nordväst om Guadalupe. I omgivningarna runt Guadalupe växer i huvudsak städsegrön lövskog.